# 모에

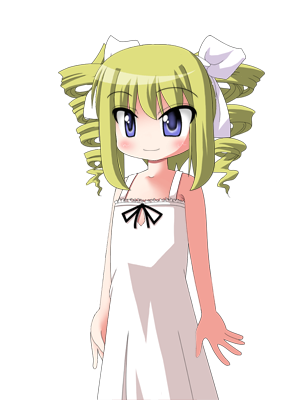
모에적 감정을 끌어 낼 수 있는 애니메이션이나 만화 시리즈에 등장할 법한 캐릭터

모에(일본어: 萌え 모에[*])는 일본어에서 비롯된 외래어로 주로 일본의 애니메이션, 만화, 비디오 게임 등 오타쿠 매체에서의 등장인물을 향한 강한 애정을 의미한다. 하지만 모에는 다른 어떤 대상에 대한 애정을 의미하는 데에도 사용되고 있다. 모에라는 단어는 1980년대 후반이나 1990년대 초반 일본에서 비롯되었으며, 유래에 대해서는 다양한 추측이 있음에도 확실하지는 않다. 모에 등장인물들은 일본의 매체들에서 자리를 넓혀왔으며, 경제적으로도 긍정적 효과를 내고 있다.

## 의미
모에는 일본의 만화, 애니메이션, 비디오 게임 등의 매체에서의 등장인물을 향한 애정, 사랑, 헌신, 흥분을 의미한다. 모에 감정을 유발할 수 있는 등장인물들은 '모에 캐릭터(萌えキャラクター)'라 불린다. 또한 모에의 용례는 모든 종류의 주제를 다룰 수 있도록 확장되었다. 단어의 의미에는 '특정한 대상을 향해 느끼는 깊은 감정'이라는 개념이 내포되어 있으며 단순히 '좋아하다'라고 표현하는 것으로는 부족할 때 이를 사용한다. '모에' 감정의 공통적인 특징은 가공의 등장인물, 아이돌, 무생물 등 실제의 관계를 가질 수 없는 것들을 대상으로 한다는 것이다. '거짓-연애'와 비슷하게 여겨지기도 하나, '연애'의 감정과 항상 같다고 여겨지지는 않는다.

## 기원
'모에'의 기원 및 어원은 알려지지 않았다. 애니메이션 평론가 존 오플리저(John Oppliger)는 이 표현의 유래를 설명하는 여러 추측들을 기술했는데, 이 중에는 그것이 《달의 요정 세일러문》의 토모에 호타루나 1993년작 애니메이션 《공룡혹성(恐竜惑星)》의 사기사와 모에 등 애니메이션 여주인공들의 이름에서 유래했다는 주장들이 있다. 심리학자 사이토 타마키(斎藤環)는 일본어로 '싹트다'를 의미하는 '모에루(萌える)'에서 유래한 것으로 보았다. 그 외에는 이 표현이 '불타다'를 의미하는 '모에루'(燃える)가 '사랑으로 불타오르다'라는 의미로 사용되면서 나왔다고도 한다.
모에라는 개념이 대중적으로 알려진 것은 미야자키 하야오의 70년대 후반 애니메이션 《칼리오스트로의 성》의 등장인물인 클라리스의 영향이다. 그녀는 훗날 일반화되는 '동인지에 의한 패러디'를 경험한 첫 여자 캐릭터였다. 모에는 애니메이션 시장에 팬서비스 중심 작품들이 증가해가는 경향 속에서 지속적으로 발전하여 현재의 형태에 도달했다. 이와 같은 작품들은 모에류 작품이라고도 불린다.

## 용례
"(XX 캐릭터) 모에!"와 같은 표현은 팬들 사이에서뿐만 아니라 애니메이션 자체에서도 화자가 모에하다고 생각하는 대상에 대한 감탄사로서 사용되기도 한다. 다른 팬 문화의 경우와 마찬가지로, 만화 및 애니메이션은 작가의 생각에 따라 모에 오타쿠들에 대해 지지하거나 반대하는 입장을 가지기도 한다. 미소녀물과 '모에'물은 동일한 장르를 지칭하는 표현으로 여겨지기도 한다.
모에함을 나타내는 대표적인 특징들로는 캐릭터의 신체적 조건(예: 나이가 어림)이나 감성적 특징(예: 순진함) 혹은 불쌍하다고 여겨질만 한 약점을 갖고 그것을 극복하기 위해 노력하는 모습 등이 있다. 그러나 대부분의 작가들은 '모에'를 특정한 조건으로 정의하기보다는 어떤 식으로든 관객으로부터 호감이나 동정심을 이끌어낼 수 있는 성격을 의미하는 것으로 보고 있다. 실제로 모에 캐릭터의 성격은 말괄량이에서 빈정대기 좋아하는 냉소주의자까지 다양하다.
예를 들어 메종일각의 오토나시 쿄코, R.O.D의 요미코 리드맨, Please Teacher!의 카가미 미즈오 등은 20대 이상임에도 불구하고 모에한 것으로 간주된다. 심지어 많은 팬들은 모에 캐릭터들의 많은 특징을 갖고 있는 길티 기어의 브리짓과 건담의 로랑 세아크 등의 남장여자 캐릭터 역시 모에하다고 말한다. 또한 여성향 작품의 등장인물이 남성 팬을 끌어모으는 경우도 많은데, 대표적인 예로는 카드캡터 체리의 키노모토 사쿠라가 있다.

## 인식
모에류 작품들은 대체로 남성향에 속하는 것으로 평가되지만, 예측 불가능함이나 귀여움, 순진함 등을 가진 여주인공이 등장한다는 점에서 소녀 대상 작품들과도 공통점을 가진다. 마치 야오이에 등장하는 공과 수의 관계처럼, 백합물의 '모에 캐릭터'들은 대체로 언니류의 캐릭터와 짝지어진다. 비록 그 주 대상층은 늦은 시간에 TV를 시청하는 남성들이지만, 모에물은 소녀물과 상당히 유사한 캐릭터 및 주제를 갖고 있다.
어린 캐릭터에 대해 모에하는 사람은 로리콘이라 불리는 경우가 많다. 그러나 많은 모에 신봉자들은, 자신들은 어린 캐릭터들을 보살피거나 지켜봐줄 뿐으로 성적인 관계를 추구하는 로리콘들과는 차이가 있다고 주장한다. 이것은 (역설적이게도 성적인 의미도 갖고 있는) '빅 브라더 콤플렉스'로 설명되기도 한다. 보다 일반적으로, 많은 팬들은 모에의 성적인 면은 그 자체의 근본적인 특징이 아닌, 다른 여러 만화와 애니메이션의 종류들의 경우처럼 차후에 팬들에 의해 주어진 것이라고 말한다.
비평가들은 모에 문화가 귀엽고 순종적인 캐릭터를 양산하거나 여성 캐릭터를 환상 속의 대상으로 왜곡하는 경향이 있다고 비판하기도 한다.
오타쿠적 시각의 대상이 된 이상적 캐릭터 사이의 차이에 대해서는 몇몇 슈퍼플랫 작가들이 분석한 바 있는데, 그 예로서 캐너비스(타나카 타츠유키)의 Cannabis Works 중 "Linda^3"가 있으며, 또한 안노 히데아키의 애니메이션 신세기 에반게리온 극장판을 아야나미 레이라는 주인공을 통한 모에 취향에 대한 공격으로 분석하는 이론도 있다.

## 같이 보기
- 가와이
- 모에화

### 참고 자료
- 미야자키 하야오, 무라카미 류 (1988). "Boys as Leads Versus Girls as Leads" 료코 토야마 번역. 에릭 헨우드-그리어 편집. Nausicaa.net (Originally Animage vol 125, Nausicaa.net notes reprint in Shuppatsuten in 1996).
- 《공상 미소녀 대백과 전뇌 모에모에 미소녀 대집합!》 空想美少女大百科 電脳萌え萌え美少女大集合!. 別冊宝島 421 (일본어). 宝島社. 1999년 1월 3일. ISBN 4-7966-9421-8.
- 에노모토 아키（編）, 편집. (2009년 6월 5일). 《오타쿠를 재미있게 알아보는 책》 オタクのことが面白いほどわかる本 (일본어) 第1刷판. 中経出版. 14–20, 30–31,61頁쪽. ISBN 978-4-8061-3358-2.